# Zolotuha, Skvîra
Zolotuha (în ucraineană Золотуха) este un sat în comuna Kameana Hreblea din raionul Skvîra, regiunea Kiev, Ucraina.

## Demografie
Componența lingvistică a localității Zolotuha
     Ucraineană (99,43%)
     Alte limbi (0,57%)
Conform recensământului din 2001, majoritatea populației localității Zolotuha era vorbitoare de ucraineană (99,43%), existând în minoritate și vorbitori de alte limbi.